# Elena Luksch-Makowsky

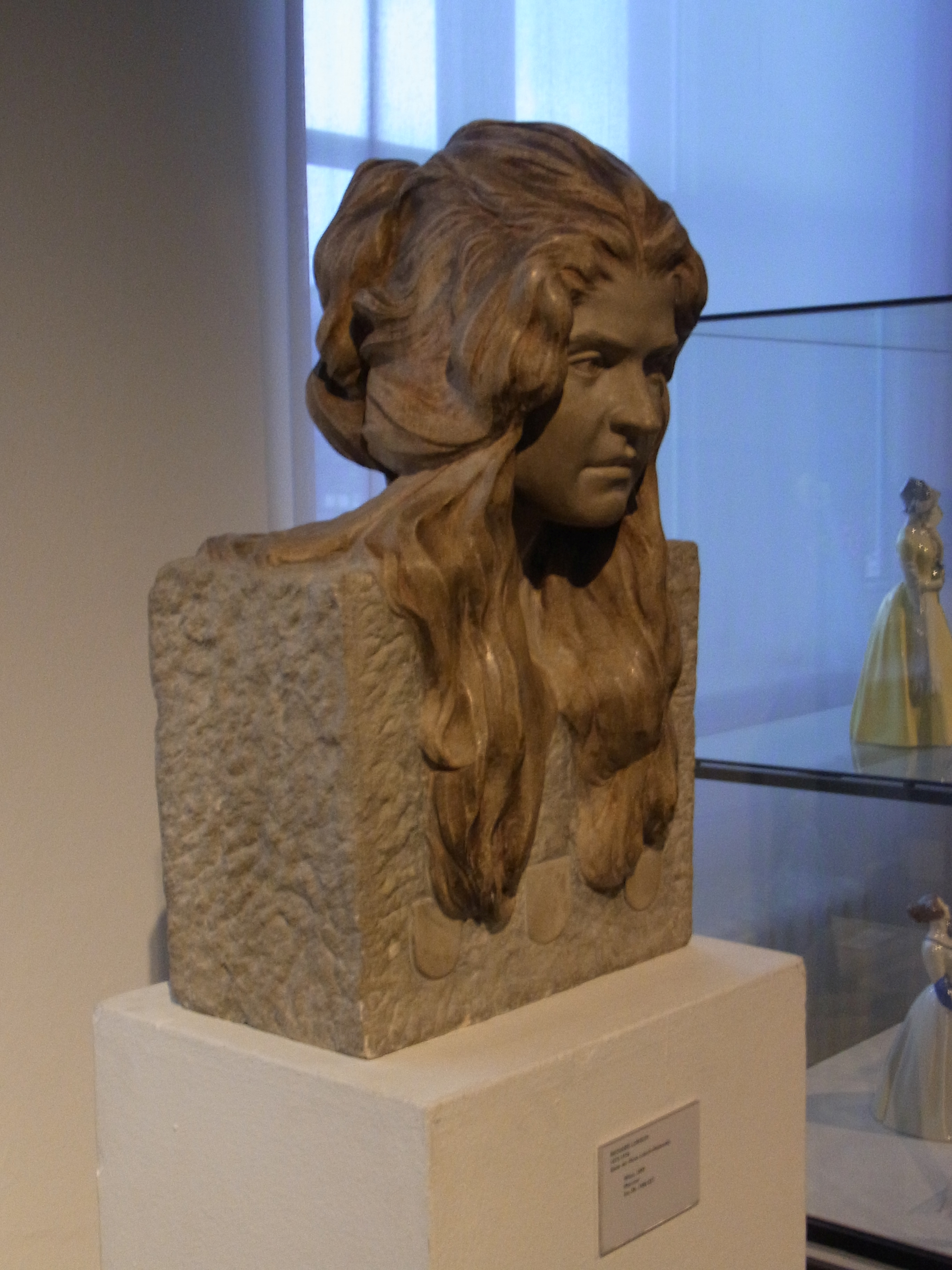
Marmorbüste von Elena Makowsky von Richard Luksch 1899 im Jahr vor ihrer Hochzeit geschaffen, Museum für Kunst und Gewerbe Hamburg

Elena Luksch-Makowsky, geborene Makowsky, (* 1. Novemberjul. / 13. November 1878greg. in Sankt Petersburg; † 15. August 1967 in Hamburg) war eine russische Malerin und Kunstgewerblerin, die auch als Bildhauerin arbeitete.

## Leben und Werk

### Jugend
Elena Makowsky war die Tochter des Hofmalers Konstantin Makowsky und wuchs in Sankt Petersburg auf. Ihr Onkel, der Bruder ihres Vaters, Wladimir Makowsky, war ebenfalls Hofmaler des Zaren. Die Brüder hatten ihre Malerkarrieren bei den sozial engagierten Peredwischniki begonnen.
Die Eltern Elenas waren begütert und unterhielten ein Offenes Haus, in dem u. a. Rimskij-Korsakow, Mussorgskij und Rubinstein auftraten.
Elena hatte einen älteren und einen jüngeren Bruder. Alle drei Kinder wurden von Hauslehrern unterrichtet und sprachen fließend französisch, ehe sie das Schulalter erreicht hatten. Malen und Zeichnen erlernten sie von ihrem Vater. Die Winter verbrachte man in Sankt Petersburg, die Sommermonate auf dem Land.

### Reisen durch Europa
1889–1893 reiste Elena mit ihrer kränkelnden Mutter durch Europa, die in Kurorten und Seebädern Heilung suchte. In den Sommermonaten hielten sich Mutter und Tochter u. a. in Bad Kissingen, Bayreuth, St. Moritz, Montreux, Wien und Florenz auf. In den Wintermonaten wurde u. a. Nizza an der Côte d’Azur, Saint-Jean-de-Luz am Golf der Biskaya oder Biarritz aufgesucht. Im Verlauf dieses vierjährigen Auslandsaufenthaltes besuchte Elena mit ihrer Mutter „viele berühmte Ausstellungen und Museen.“
1892 wurde die Ehe der Eltern von Elena geschieden. Jedoch wurde das Leben der Mutter mit den Kindern finanziell abgesichert.

### Studium in Sankt Petersburg
Nach der Rückkehr aus dem Ausland trat Makowsky noch 1893 in die Petersburger Malereischule der Kaiserlichen Gesellschaft zur Förderung der Künste ein. Dort absolvierte sie die Klassen des Ornaments, des Aquarells und der Federzeichnung.
In dieser Zeit lernte sie u. a. den Kunstkritiker Wladimir Stassow kennen.
Zur Vorbereitung ihrer Aufnahme an die Akademie, begab sie sich im Herbst 1895 zum Malunterricht in das private Atelier von Ilja Repin. Von ihm weitergeschult, bestand sie im Oktober 1896 die Prüfung zum Studium an der Kaiserlichen Akademie der Künste.

### Wolga-Reise
Von ihrem Vorbild Repin angeregt, unternahm Makowsky 1897 – alleine – eine Reise auf der Wolga flussabwärts von Rybinsk bis nach Samara. Über Nischny-Nowgorod kehrte sie wieder zurück. Auf dieser Exkursion machte sie zahllose Skizzen von der Landschaft, dem einfachen russischen Volk und Tataren. Die während dieser Reise gemachten Studien dienten der Malerin noch mehrere Jahrzehnte später als Anregungen zu großen Gemälden.
Von der Wolga-Reise zurückgekehrt, kaufte ihr der „Eisenbahnkönig“ Johann von Bloch eines ihrer Bilder ab und bot ihr ein zweijähriges Stipendium im Ausland an.

### Studium in München und im Schloss Deutenhofen
Im Frühjahr 1898 ging Makowsky nach München und wurde Schülerin von Anton Ažbe. In dessen Atelier traf sie u. a. auf Ivan Bilibin, Mstislav Dobuschinsky. Darüber hinaus kam sie in Kontakt mit dem Künstlerkreis, der sich um Werefkin scharte. Dazu zählten in erster Linie Jawlensky und dessen enge Freunde Dmitry Kardowsky (1866–1943) und Igor Grabar. Letzterer wurde für Makowsky besonders wichtig, weil er für sie die wertvolle Verbindung zu den Künstlern der Mir Iskusstwa herstellte.
Außer in München, hielt sie sich im Sommer und Herbst 1898 im Schloss Deutenhofen nordöstlich von Dachau auf, wo Mathias Gasteiger 1897 zusammen mit Julius Exter eine Maler- und Bildhauerschule gegründet hatte. Dort lernte sie ihren späteren Ehemann, den Wiener Bildhauer Richard Luksch, kennen.
1899 ging Makowsky wieder nach Sankt Petersburg, wo sie mit den Malern Filipp Maljawin, Konstantin Somow und Boris Kustodijew verkehrte. Mit Nikolai Roerich traf sie sich zu gemeinsamen Arbeiten. Ihre Arbeiten aus dieser Zeit fallen durch eine dunkle Konturierung und eine leuchtende Farbigkeit auf, somit hatte Makowsky schon damals französische expressive Elemente verarbeitet.
Den Juni verbrachte sie in Kursk, um im Sommer nach der Krim weiterzureisen.
Im Dezember bekam sie von Johann von Bloch den Auftrag, ein Relief für die Weltausstellung von 1900 in Paris herzustellen.
1900 war sie wieder in München. Am 20. Mai fand die Heirat mit Richard Luksch auf dem Standesamt in Dachau statt. Seitdem führte sie den Familiennamen Luksch-Makowsky. Die kirchliche Trauung erfolgte in der griechisch-orthodoxen Kirche von München. Zunächst lebte das Künstlerpaar in Dachau. Im Herbst zog das Paar nach Wien in das Mehrfamilienhaus der Familie Luksch. Noch im gleichen Jahr beteiligte sie sich an einer Ausstellung der Wiener Secession. Am 8. Mai 1901 wurde ihr erster Sohn Peter Luksch geboren (1901–1988). Später bekam das Paar noch weitere zwei Söhne: Andreas (1903–1966) und Demeter (1912–1961).

### Erfolge in Wien

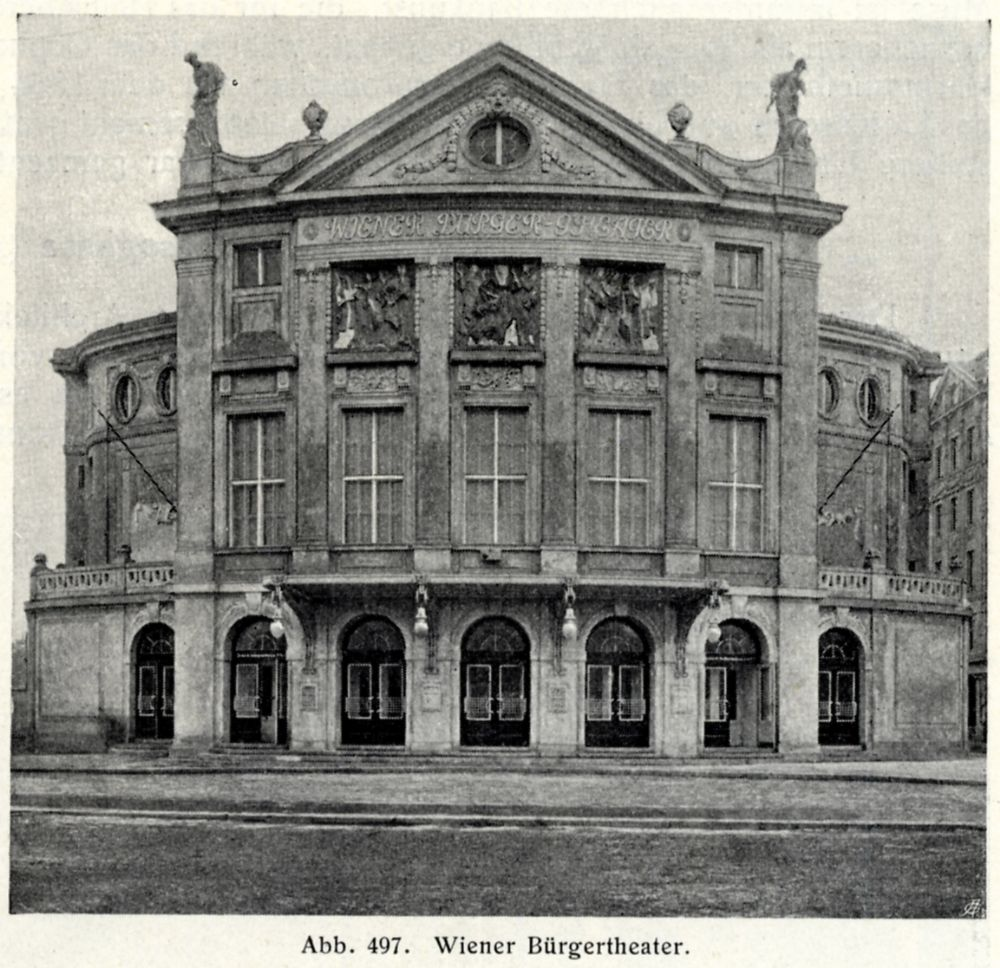
Melpomenefries am Wiener Bürgertheater, ausgeführt 1905

1901 beteiligte sich Luksch-Makowsky mit großformatigen Porträts an der X. Ausstellung der Secession und wurde de facto deren erstes weibliches Mitglied (Stimmrecht hatte sie aber nicht).
1902 nahm sie Teil an der XIII. und XIV. Ausstellung der Secession mit Wandreliefs.
Im März 1902 nahm sie mit Gemälden und Skizzen an der vierten Ausstellung der Mir Iskusstwa in Sankt Petersburg teil, deren Mitglied sie ebenfalls wurde. Auf der Ausstellung waren u. a. ihr Freund Grabar aus der Ažbe-Schule-, außerdem so bedeutende Künstler wie Alexander Benois (1870–1960), Alexander Golowin, Maljawin, Konstantin Korowin (1861–1939), Leonid Pasternak, Walentin Serow und Michail Wrubel vertreten.
1903 schuf Luksch-Makowsky ein Kalenderblatt für Ver Sacrum und erhielt ein eigenes Heft bei dieser Zeitschrift.
Während des Jahres arbeitete sie auch für die Wiener Werkstätte. Auf der XVII. Ausstellung der Wiener Secession erhielt sie zusammen mit ihrem Mann einen eigenen Raum, in dem sie Metalltreibarbeiten und das ikonographisch bedeutungsgeladene Gemälde Adolescentia zeigte, das lebensgroße Bildnis einer nackten Jugendlichen, das sich heute im Wiener Belvedere befindet. Stilistisch wählte sie sehr fortschrittlich eine Mischform der Malerei mit Pünktchen und Konturen.
1904 widmete sie sich wieder kunstgewerblichen Arbeiten für die Wiener Werkstätte und fertigte Emaillen für Schmuckkästchen, Metalltreibarbeiten und Mosaike für Möbel.
1905 arbeitete sie von Mai bis August an drei monumentalen Reliefs für die Fassade des Wiener Bürgertheaters, diese gelangten nach dem Abriss des Theaters in das Museum für Kunst und Gewerbe Hamburg. Außerdem nahm sie an der XIII. Ausstellung der Secession teil.
1906 wendete sich Luksch-Makowsky der Erneuerung russischer Volksbilderbögen, den Lubki, zu. In moderner cloisonnistischer Weise, ganz im Stil der Flächenmalerei von Gauguin, gestaltete sie ihre Bilderbögen und versah sie mit erläuterndem Text – russischen Sprichwörtern – ganz in der ursprünglichen Art der Lubki.

### Hamburg

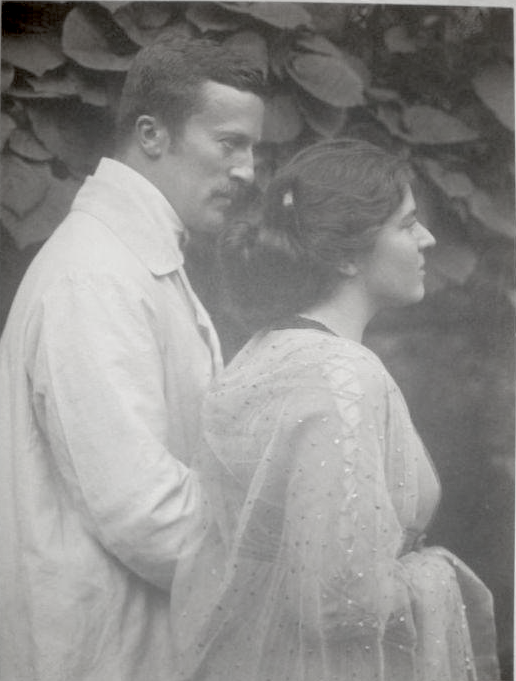
Richard und Elena L., Porträt (1908) von Rudolf Dührkoop

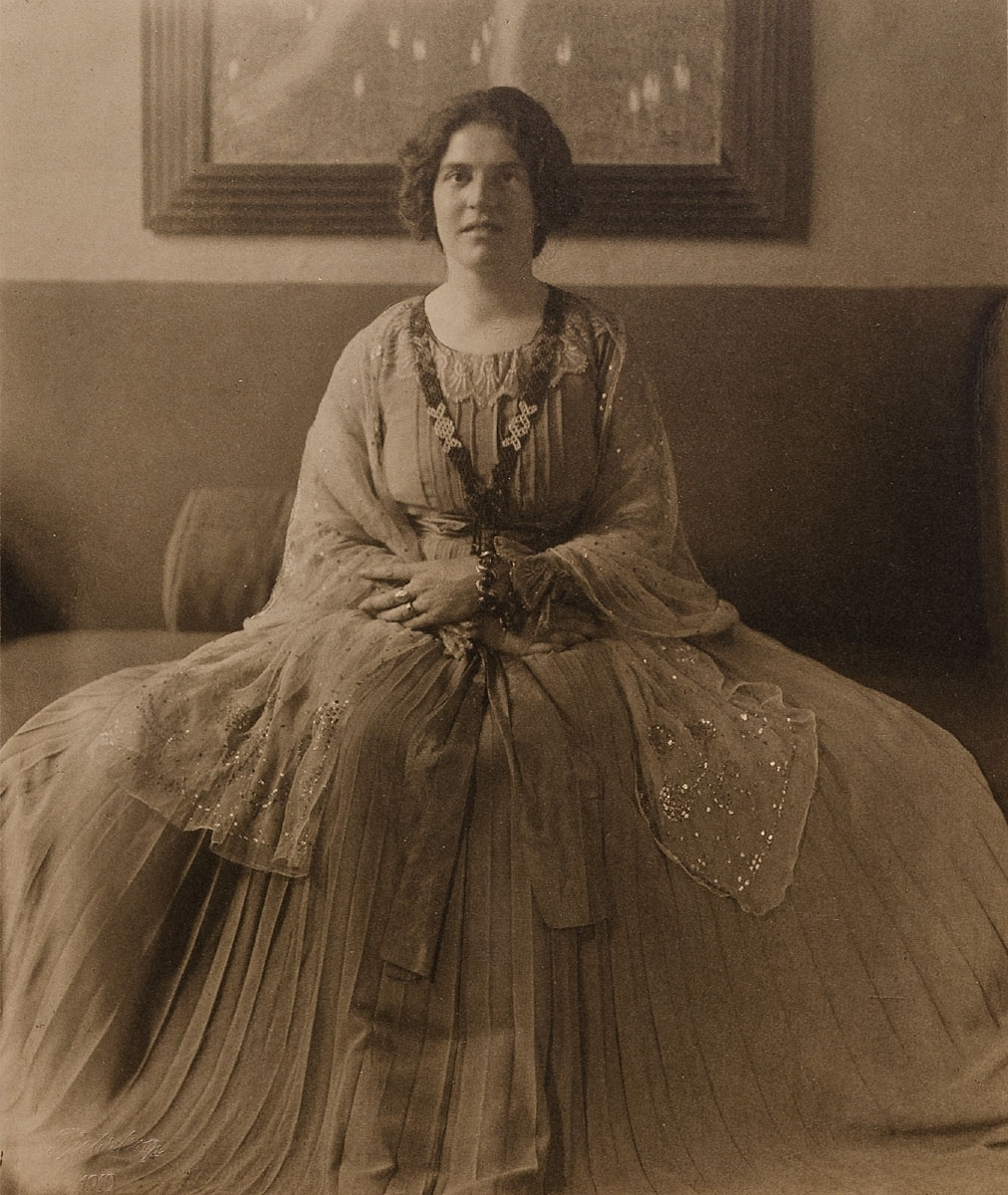
Die Malerin und Bildhauerin Elena Luksch-Makowsky vor ihrem Gemälde Adolescentia

1907 wurde Richard Luksch als Professor an die Kunstgewerbeschule in Hamburg berufen, woraufhin das Künstlerpaar mit seinen beiden Söhnen in die Hansestadt übersiedelte.
Dort lernten die Neuankömmlinge u. a. den Schriftsteller Richard Dehmel und seine Frau Ida kennen. Befreundet waren sie außerdem mit Friedrich Ahlers-Hestermann und seiner Frau Alexandra Povòrina und der Schriftstellerin Marie Hirsch. Luksch ließ damals seine Familie von dem prominenten Hamburger Porträtfotografen Rudolf Dührkoop fotografieren.
1908 war Luksch-Makowsky auf der Wiener Kunstschau mit ihren neuzeitlichen Lubki vertreten.
Bis zum Ersten Weltkrieg beschäftigte sie sich hauptsächlich mit den russischen Volksbilderbögen und dem Thema „Frauenschicksal“. „Beide Themen sind stark mit ihrer Biographie verknüpft.“
1910 unternahm sie mit ihren beiden Söhnen eine Reise nach Russland und besuchte u. a. Sankt Petersburg, Pawlowsk, Zarskoje Selo und Moskau.
Auf einer weiteren Russlandreise 1913/14 besuchte Luksch-Makowsky u. a. die Klöster Rostow, Uspenskij oder Valaam, die ihr erstarkendes Interesse an traditionellen russischen religiösen Bräuchen und Kunstwerken belegen.
Seit 1914 war sie im Hamburger Russisch-Deutschen Verein 1898 e. V. Mitglied und engagierte sich künstlerisch für die russische Kirchengemeinde, z. B. entwarf sie die Ausstattung der provisorischen Kirche in Harvestehude mit Ikonen und gottesdienstlichem Gerät.

### Öffentliche Aufträge in den 1920er Jahren
1912 war der dritte Sohn Demeter (1912–1961) zur Welt gekommen. Nach dem Ersten Weltkrieg bekam Luksch-Makowsky immer seltener private Aufträge. Die Ehe mit Richard Luksch wurde 1921 geschieden. 1922–1928 malte Luksch-Makowsky Bilder nach ihren Skizzen, die während ihrer früheren Aufenthalte auf russischen Landsitzen und der Wolgareise in den Jahren 1897–1898 entstanden waren. 1925 entstand ein Modell für ein Denkmal für russische Gefangene, von dem sie sich vergeblich einen öffentlichen Auftrag erhofft hatte. 1926 wurde ihre Plastik „Frauenschicksal“ im Hamburger Stadtpark aufgestellt. Im gleichen Jahr erzielte sie einen besonderen Erfolg mit dem Entwurf der Senatsplakette Medaille für treue Arbeit im Dienste des Volkes.
1930 erhielt sie den Auftrag – für die von dem Architekten Fritz Schumacher entworfene Volksschule Wiesendamm in der Hamburger Neubausiedlung Jarrestadt – zwei Brunnenfigurengruppen aus Bronze zu schaffen.

### Schulden in der NS-Zeit
1933, kurz nach der Machtergreifung, versuchte sich Luksch-Makowsky mit den neuen Machthabern zu arrangieren. So nahm sie einen privaten Auftrag zur Gestaltung einer Adolf-Hitler-Plakette an. Wegen Streitigkeiten zwischen der Auftraggeberin und der Künstlerin kam es jedoch zur Zerstörung des Modells.
1934 stellte sie einen Antrag in den Fachverband „Bund Deutscher Maler und Graphiker e. V.“ bei der Reichskammer der bildenden Künste aufgenommen zu werden. Dort wurde sie mit der „Mitgliedsnummer M 9134“ geführt. Zu staatlichen Aufträgen verhalf ihr die Mitgliedschaft jedoch nicht. Sie musste Schulden machen und hielt sich mit privaten Porträts über Wasser.
Nur selten gelang es ihr, ihre künstlerischen Arbeiten auszustellen und zu verkaufen, wie etwa an den Baurat Konstanty Gutschow während der Herbstausstellung 1941 im Kunstverein in Hamburg.

### Nach 1945
Nach dem Krieg widmete sich Luksch-Makowsky – wie vor vielen Jahren in ihrer Geburtsstadt Sankt Petersburg – nun auch in ihrer Wahlheimat dem Studium der Kultur der Hansestadt um 1800. Alte Stadtansichten, die sie sich vom Museum für Hamburgische Geschichte auslieh, dienten ihr als Anregung für Gemälde, die sie phantasievoll durch Personenstaffage mit Leben erfüllte. 1954 erhielt sie im Museum für Völkerkunde von der Vereinigung Hamburger Künstlerinnen – die 1926 von Ida Dehmel gegründet worden war – eine Retrospektive ausgerichtet, wo sie u. a. das Gemälde Wolgaschiffer von 1953 zeigte. 1965 beteiligte sie sich im Kunstverein an der Ausstellung „Hamburger Künstler“. 

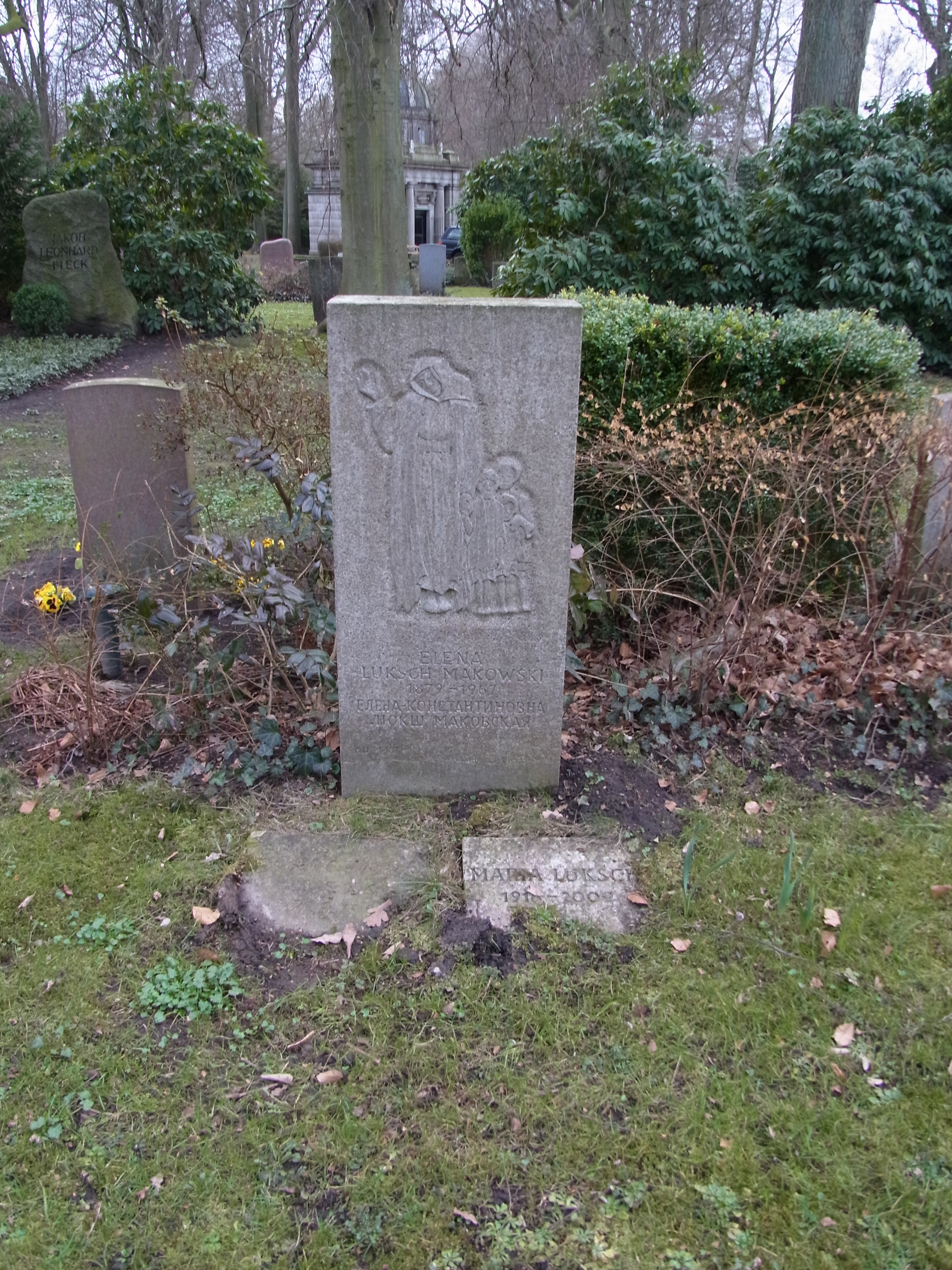
Elena Luksch-Makowskys Grab auf dem Friedhof Ohlsdorf (AH 21 nahe Kapelle 7)
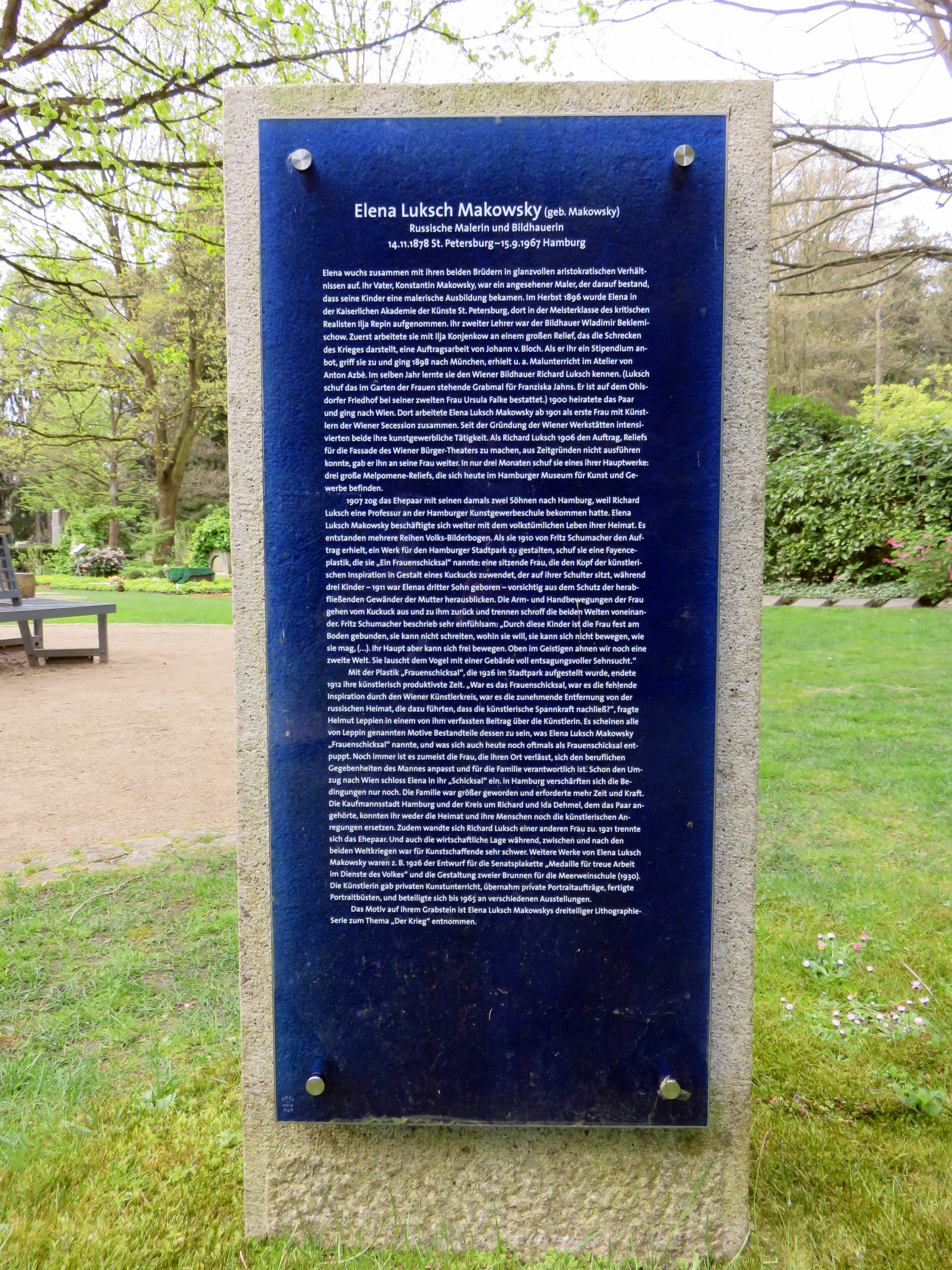
Die Grabstein-Rückseite im Garten der Frauen

Luksch-Makowsky hinterließ nach ihrem Tod einen künstlerischen Nachlass, der nahezu alle ihre Gemälde – außer ihren Auftragsbildern – enthielt. Zahlreich sind ihre Bleistift- und Farbskizzen. Der schriftliche Nachlass umfasst Lebenserinnerungen, Briefe, Zeitungsartikel, u. a. m. Nur selten tauchen Arbeiten von ihr auf dem Kunstmarkt auf.
Elena Luksch-Makowsky starb 1967 in Hamburg und wurde dort auf dem Friedhof Ohlsdorf beigesetzt. Ihr Sohn Peter Luksch (1901–1988) sowie ihre Schwiegertochter Maria geb. Oelrich (1918–2009) wurden dort ebenfalls beigesetzt. Das Grab nahe den Ohlsdorfer Mausoleen bei Kapelle 7 in der Grablage AH 21-107 wurde aufgelöst. Der Grabstein von Elena Luksch-Makowsky mit einem Motiv aus der dreiteiligen Lithographie-Serie Der Krieg konnte gesichert werden und fand 2014 im Garten der Frauen (nahe der Kapelle 10) einen neuen Standort. Erläuterungen sind zu lesen auf einer blauen Tafel an der Rückseite der Stele.

### Nachlass
Elena Luksch-Makowskys privater Nachlass befindet sich im Archiv der Forschungsstelle Osteuropa an der Universität Bremen. Der Nachlass enthält ihre Tagebücher, Korrespondenzen (u. a. mit Redaktionsmitgliedern der Zeitschrift Mir Iskusstwa), sowie ihre Zeichnungen und Entwürfe. 

### Bestände von Werken Elena Luksch-Makowskys in öffentlichen Sammlungen (Auswahl)
- Museum für Kunst und Gewerbe Hamburg
- Hamburger Kunsthalle
- Österreichische Galerie Belvedere Wien
- Museum für angewandte Kunst Wien
- Landesmuseum für Kunst und Kulturgeschichte Schleswig, Schloss Gottorf

### Posthume Würdigung

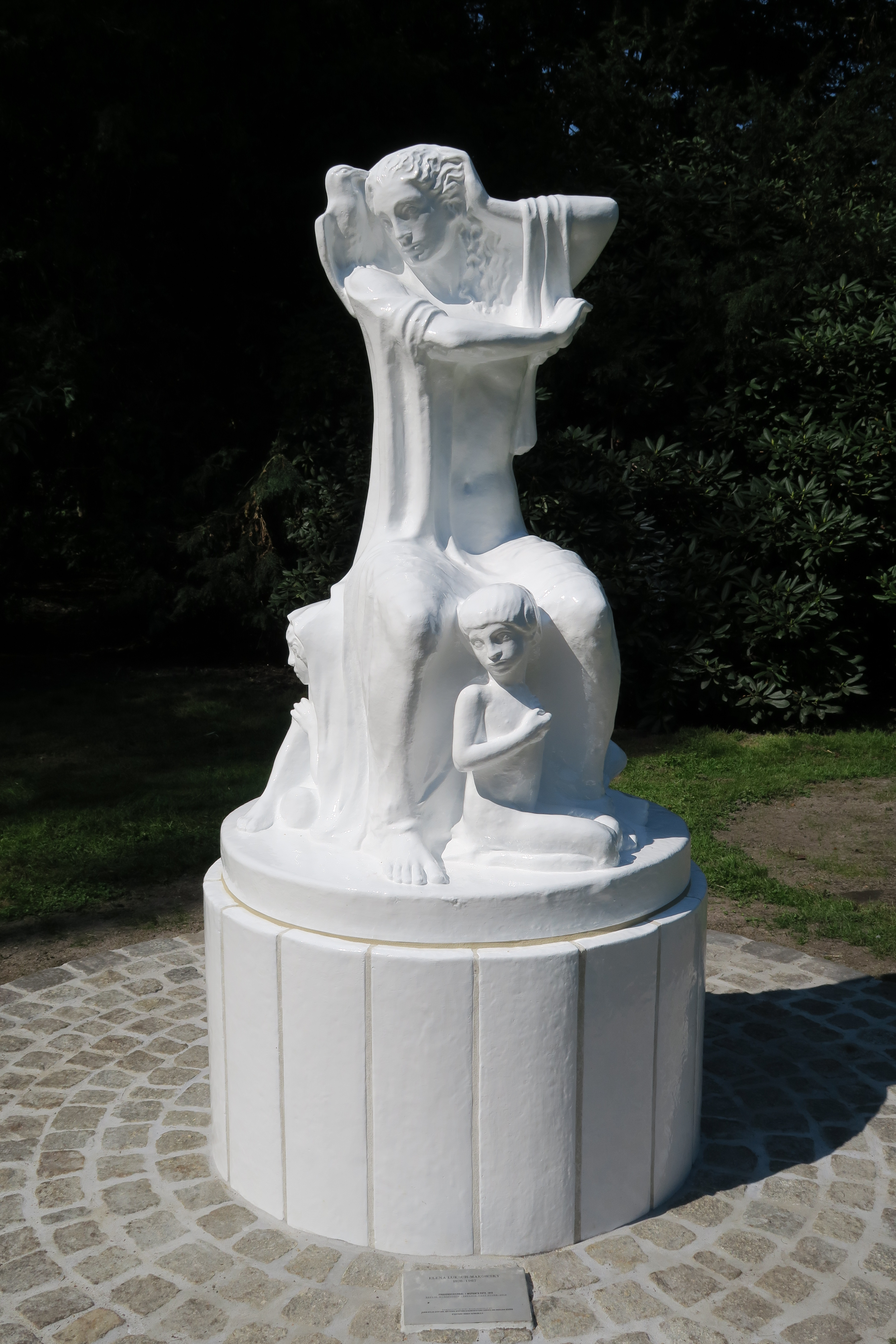
Replik der Skulptur Frauenschicksal im Hamburger Stadtpark

1919 wurde eine Replik der Skulptur „Frauenschicksal“ aus Steinguss angefertigt und im Hamburger Stadtpark zwischen dem Diana-Garten und dem Südring aufgestellt. Das Original aus Keramik hatte sie 1912 entworfen. Die Figurengruppe trug autobiographische Züge und thematisierte ihre Doppelbelastung als Künstlerin und dreifache Mutter. Der Hamburger Baudirektor Fritz Schumacher bestellte 1913 ein Exemplar für den 1914 eröffneten Stadtpark. Damit war Elena Luksch-Makowsky die einzige weibliche Künstlerin unter 20 Bildhauern, die mit Werken im Stadtpark vertreten waren. Die Aufstellung erfolgte erst 1926. In den 70er Jahren musste die Skulptur aus konservatorischen Gründen in der Hamburger Kunsthalle eingelagert werden.